# Сорокин, Илья Васильевич
Илья́ Васи́льевич Соро́кин (род. 16 июля 1989, Уфа) — российский хоккеист, защитник. Ассистент главного тренера женского хоккейного клуба «Белые медведицы».

## Биография
Воспитанник хоккейной школы уфимского «Салавата Юлаева». Дебютировал в сезоне 2009/10 в клубах российской первой лиги «Металлург» из Медногорска и студенческом ОГИМ из Оренбурга. В сезоне 2010/11 представлял кирово-чепецкую «Олимпию», стартовавшую в Молодёжной хоккейной лиге. В 2011 году уехал в Финляндию, где играл в третьей по значению лиге «Суоми-серия» в составе клуба «Сатакунта», базирующегося в общине Эурайоки. Завершил сезон 2011/12 в Казахской хоккейной лиге в составе клуба «Горняк» из города Рудный. В сезоне 2012/13 представлял клуб Российской хоккейной лиги «Тамбов», в сезоне 2013/14 — клуб Высшей хоккейной лиги «Кубань» из Краснодара.
Сезон 2014/15 вновь начал в казахстанском чемпионате в составе темиртауского «Арыстана», но 21 октября 2014 года его контракт был прекращён, после чего Сорокин вернулся в РХЛ, где в ноябре сыграл в четырёх матчах за смоленский «Славутич», а с декабря вернулся в «Тамбов».
В сезоне 2015/16 вновь представлял клуб Казахской лиги — «Астану». В сезоне 2016/17 — играл в составе клуба третьей по значению Второй чешской хоккейной лиги «Годонин» из городка в Южноморавском крае.
В сезоне 2017/18 представлял клубы, участвующие в Первенстве Высшей хоккейной лиги — сначала «Ростов», а с 20 января 2018 года — барнаульский «Алтай».